# Castello di Serravalle
Castello di Serravalle – miejscowość i gmina we Włoszech, w regionie Emilia-Romania, w prowincji Bolonia.
Według danych na styczeń 2009 gminę zamieszkiwały 4902 osoby przy gęstości zaludnienia 125,1 os./km².
1 stycznia 2014 gmina została zlikwidowana.